# Albert Konrad Gemmeker
Albert Konrad Gemmeker, född 27 september 1907 i Düsseldorf, död 1982 i Tyskland, var en tysk SS-Obersturmführer och dömd krigsförbrytare. 

## Biografi
Gemmeker blev 1937 medlem i Nationalsocialistiska tyska arbetarepartiet (NSDAP) och 1940 i Schutzstaffel (SS). Från 1940 tillhörde han staben hos Hans Nockemann, som var befälhavare för Sicherheitspolizei (Sipo) och Sicherheitsdienst (SD) i det av Tyskland ockuperade Nederländerna. Gemmeker tjänstgjorde även under Nockemanns efterträdare Wilhelm Harster, Erich Naumann och Karl Eberhard Schöngarth.
År 1942 var Gemmeker under en kort tid kommendant för fånglägret i Sint-Michielsgestel, innan han i oktober samma år blev kommendant för koncentrationslägret Westerbork, officiellt benämnt Durchgangslager Westerbork.
Efter andra världskriget ställdes Gemmeker inför rätta inför en domstol i Leeuwarden och dömdes i januari 1949 till tio års fängelse. Han frisläpptes dock redan i april 1951.

### Webbkällor
- ”Camp Westerbork – A.K. Gemmeker” (på engelska). The Holocaust – Lest we Forget. Arkiverad från originalet den 23 september 2014. https://www.webcitation.org/6SoMbm85q?url=http://www.holocaust-lestweforget.com/albert-konrad-gemmeker.html. Läst 23 september 2014.